# Championnat de France féminin de football de deuxième division 2025-2026
Navigation
Division 2
2024-2025 Seconde Ligue
2026-2027
La Seconde Ligue 2025-2026 est la 38e édition du championnat de France féminin de football de deuxième division, la deuxième sous l’appellation Seconde Ligue. La compétition débute en septembre 2025 et s'achève en mai 2026.

## Participants
Douze équipes participent à cette édition, les dix maintenues de la saison précédente, auxquelles s'ajoutent les deux promus de Division 3 : l'AJ Auxerre et le Grenoble Foot 38.

## Compétition

### Règlement
Le classement est calculé avec le barème de points suivant : la victoire vaut trois points, le match nul un et la défaite aucun.
Critères utilisés pour départager des clubs en cas d'égalité au classement :
1. classement aux points des matchs joués entre les clubs ex æquo ;
2. différence entre les buts marqués et les buts concédés par chacun d’eux au cours des matchs qui les ont opposés ;
3. différence entre les buts marqués et les buts concédés sur la totalité des matchs joués dans le championnat ;
4. plus grand nombre de buts marqués sur la totalité des matchs joués dans le championnat ;
5. en cas de nouvelle égalité, une rencontre supplémentaire aura lieu sur terrain neutre avec, éventuellement, l’épreuve des tirs au but.

### Classement
| \| Rang \| Équipe \| Pts \| J \| G \| N \| P \| Bp \| Bc \| Diff \| \| ---- \| -------------------- \| --- \| - \| - \| - \| - \| -- \| -- \| ---- \| \| 1 \| EA Guingamp R \| 0 \| 0 \| 0 \| 0 \| 0 \| 0 \| 0 \| 0 \| \| 2 \| Toulouse FC \| 0 \| 0 \| 0 \| 0 \| 0 \| 0 \| 0 \| 0 \| \| 3 \| Le Mans FC \| 0 \| 0 \| 0 \| 0 \| 0 \| 0 \| 0 \| 0 \| \| 4 \| Rodez AF \| 0 \| 0 \| 0 \| 0 \| 0 \| 0 \| 0 \| 0 \| \| 5 \| FC Metz \| 0 \| 0 \| 0 \| 0 \| 0 \| 0 \| 0 \| 0 \| \| 6 \| Stade de Reims R \| 0 \| 0 \| 0 \| 0 \| 0 \| 0 \| 0 \| 0 \| \| 7 \| LOSC Lille \| 0 \| 0 \| 0 \| 0 \| 0 \| 0 \| 0 \| 0 \| \| 8 \| Grenoble Foot 38 F P \| 0 \| 0 \| 0 \| 0 \| 0 \| 0 \| 0 \| 0 \| \| 9 \| OGC Nice \| 0 \| 0 \| 0 \| 0 \| 0 \| 0 \| 0 \| 0 \| \| 10 \| Thonon Évian F \| 0 \| 0 \| 0 \| 0 \| 0 \| 0 \| 0 \| 0 \| \| 11 \| US Saint-Malo F \| 0 \| 0 \| 0 \| 0 \| 0 \| 0 \| 0 \| 0 \| \| 12 \| AJ Auxerre P \| 0 \| 0 \| 0 \| 0 \| 0 \| 0 \| 0 \| 0 \| | Promotion en Première Ligue 2026-2027 - 1er et 2e : promotion Relégation en Division 3 - 11e : relégation Abréviations R : Relégué de Division 1 P : Promus de Division 3 |     |   |   |   |   |    |    |      |
| Rang | Équipe | Pts | J | G | N | P | Bp | Bc | Diff |
| 1 | EA Guingamp R | 0   | 0 | 0 | 0 | 0 | 0  | 0  | 0    |
| 2 | Toulouse FC | 0   | 0 | 0 | 0 | 0 | 0  | 0  | 0    |
| 3 | Le Mans FC | 0   | 0 | 0 | 0 | 0 | 0  | 0  | 0    |
| 4 | Rodez AF | 0   | 0 | 0 | 0 | 0 | 0  | 0  | 0    |
| 5 | FC Metz | 0   | 0 | 0 | 0 | 0 | 0  | 0  | 0    |
| 6 | Stade de Reims R | 0   | 0 | 0 | 0 | 0 | 0  | 0  | 0    |
| 7 | LOSC Lille | 0   | 0 | 0 | 0 | 0 | 0  | 0  | 0    |
| 8 | Grenoble Foot 38 F P | 0   | 0 | 0 | 0 | 0 | 0  | 0  | 0    |
| 9 | OGC Nice | 0   | 0 | 0 | 0 | 0 | 0  | 0  | 0    |
| 10 | Thonon Évian F | 0   | 0 | 0 | 0 | 0 | 0  | 0  | 0    |
| 11 | US Saint-Malo F | 0   | 0 | 0 | 0 | 0 | 0  | 0  | 0    |
| 12 | AJ Auxerre P | 0   | 0 | 0 | 0 | 0 | 0  | 0  | 0    |